# Kaminoseki
Kaminoseki (上関町?) è una cittadina giapponese della prefettura di Yamaguchi.